# Ágnes Eperjesi
Ágnes Eperjesi (ur. 1964) – węgierska artystka tworząca prace przy użyciu wszystkich narzędzi fotograficznych, z wyjątkiem kamery filmowej.
Tworzy kolorowe fotogramy, używając znalezionych materiałów w miejsce klasycznych negatywów, umieszczając je w powiększalniku fotograficznym tworzy ich pozytywowy na papierze fotograficznym. Używa w tym celu kolorowych opakowań z tworzyw sztucznych, włączając plastry wycięte z tych opakowań jako uzupełnienie finalnego dzieła. Od 1989 roku, gdy system polityczny na Węgrzech zmienił się, Eperjesi systematycznie zbiera obrazy i grafiki wydrukowane na plastiku, takim jak opakowania, plastikowe torby. Jej kolekcja jest nie tylko istotna jako archiwum, ale także kulturowo-historyczny zapis, który ucieleśnia stereotypy globalnego języka wizualnego ostatnich dziesięcioleci. Kolekcja działa jako specjalny bank obrazów.

## Edukacja[3]
- 2010: Doctor of Liberal Arts[4] – Węgierski Uniwersytet Sztuk Pięknych w Budapeszcie[5]
- 1991: Master of Fine Arts[6] – Wyższa Szkoła Sztuki i Projektowania w Budapeszcie, Komunikacja Wizualna
- 1990: Mistrzowski Kurs fotografii i typografii, Wyższa Szkoła Sztuki i Projektowania w Budapeszcie
- 1989: Minerva Academy, Groningen, Holandia
- 1986: Wyższa Szkoła Sztuki i Projektowania w Budapeszcie[7], Wydział Komunikacji Wizualnej

## Dorobek twórczy

### Wystawy indywidualne[8]
- 2014:	Praktyczne zagadnienia wolności Galeria Labor, Budapeszt, Węgry
- 2012:	Jadalna osobowość Galeria Raiffeisen, Budapeszt, Węgry
- 2010:	Te Fuga, Budapeszt
  - Kolorowa pułapka Galeria Gönczi, Zalaegerszeg, Węgry
- 2009:	Tam będzie zawsze świeże pranie Węgierski Dom Fotografii (Magyar Fotográfusok Háza – Mai Manó Ház), Budapeszt, Węgry
  - Nic poza kolorami Galeria Nessim, Budapeszt, Węgry
  - Mały modlący się Muzeum Króla St. Stephen, Székesfehérvár, Węgry[9]
- 2008:	Prywatny Protest Galeria Labor, Budapeszt, Węgry
- 2006:	Nieodwracalny proces Galeria Vintage, Budapeszt, Węgry
  - Album rodzinny Galeria PhotoWest, Filadelfia, USA[10]
  - Odzyskane obrazy Węgierski Centrum Kulturalne, Nowy Jork, USA[2]
- 2004:	Rodzinne plany Millenáris Kerengő, Budapeszt, Węgry
  - Album rodzinny Galeria van Zoetendaal, Amsterdam, Holandia
  - Kompilacja Europy Galerie am Hauptplatz, Hainburg, Austria
  - Kawałki autoportretu Galeria kArton, Budapeszt, Węgry
  - Jest On ten jeden? Galeria Vintage, Budapeszt, Węgry
- 2002:	Delikatna sztuka wytwarzania żywności Galeria kArton, Budapeszt, Węgry
  - Pełne talerze Galeria Vintage, Budapeszt, Węgry
  - Zajęte ręce Fotofest, Galeria Anya Tish, Houston, USA
- 2000:	Zajęte ręce Galeria Vintage, Budapeszt, Węgry
  - Tygodniowe Menu Galeria Vintage, Budapeszt, Węgry
- 1999:	Palais Jalta Frankfurt nad Menem, Niemcy
  - Owocne owoce Galeria Abrahama Lubelskiego, Nowy Jork, USA
- 1998:	Martwa natura Galeria Bolt, Budapeszt, Węgry
  - Bez tytułu Galeria studio, Budapeszt, Węgry
- 1996:	Noworodki Óbudai Társaskör, Budapeszt, Węgry
- 1995:	Wróżby i Komentarze Goethe Intézet, (z Tibor Várnagy) Budapeszt, Węgry
- 1994:	Pieczone obrazy i mandale Szegedi Ifjúsági Ház, Szeged, Węgry
- 1993:	Einer der Kern Ausstellung Künstlerhaus, (z Tibor Várnagy) Hamburg, Niemcy
  - Przeplatane zdjęcia Tavate (z Tibor Várnagy) Mała Galeria, Warszawa, Polska
- 1991:	Idő-járás, Hotel Liget Galéria, Budapeszt, Węgry
- 1989:	Hazatérés, Szombathely, Utca Galéria, Węgry

### Wystawy zbiorowe[8]
- 2014: Bőrödön viseled. Társadalmi konstrukciók vizuális kódjai / Druga skóra. Wizualne kody konstrukcji społecznych, Capa, Budapeszt, Węgry
  - Projekt HATÁRTALAN + antidesign és társadalmi design Új Budapeszt Galéria, Budapeszt, Węgry
  - Jednorożec to więcej niż naród Knoll Galerie, Wiedeń, Austria + Budapeszt, Węgry[11][12]
  - Le cocon familial Institut Hongrois, Paryż, Francja
- 2013: ParisPhoto Von Lintel Galeria, Paryż, Francja
  - Betűszedés, FKSE, Budapeszt, Węgry
  - Jeszcze Fotográfia múzeumban MODEM, Debreczyn, Węgry
  - 5 międzynarodowa wystawa książek artystycznych, Muzeum Króla St. Stephen, Székesfehérvár, Węgry
  - Unikalny Von Lintel Gallery, Nowy Jork, USA[13][14]
  - Magyar fotóművészet az új évezredben / Węgierska fotografia artystyczna w nowym Millenium Magyar Nemzeti Galéria / Węgierska Galeria Narodowa, Budapeszt, Węgry
  - Konceptualizmus ma Paksi Képtár, Paks, Węgry
  - Konyhában, ágyban, társaságban Galeria Ház Mai Manó, Budapeszt, Węgry
  - Kívül tágas -kortárs művészet Műcsarnokon kívül, Budapeszt, Węgry
  - Torta, Nagy Kunszt Kortárs Képzőművészeti Tanulmányi Múzeum, Miszkolc, Węgry
- 2012:	Á la Carte, Kepes Intézet, Eger, Węgry
  - Mi magyar? ̶ kortárs válaszok / Co jest węgierskie? ̶ współczesne odpowiedzi Műcsarnok / Kunsthalle, Budapeszt, Węgry
  - Waldsee 1944 Konsulat Generalny Węgier, Nowy Jork, USA
  - Duna – Nyitott könyv Galeria Ház Mai Manó, Budapeszt, Węgry
- 2011:	Embellissez-moi! Institut Hongrois – Collegium Hungaricum, Paryż, Francja
  - Mimetikus szerkezetek, Galeria Miskolc, Miszkolc, Węgry
  - meNŐK, Kunszt Kortárs Képzőművészeti Tanulmányi Múzeum, Miszkolc, Węgry
  - Dunaj – otwarta księga 18th International Book Festival, Berlaymont, Piazza & President’s Gallery, Bruksela, Belgia
  - Przejrzystości, Muzeum VASARELY, Budapeszt, Węgry
- 2010:	Sprawdzanie płci, Zachęta, Warszawa, Polska
  - Dialog publiczny Komarno, Transart Communication fesztivál, Węgry
  - Ucieczka z Nowego Jorku Paterson, New Jersey, USA
- 2009:	Sprawdzanie płci MUMOK, Wiedeń, Austria
  - KIS magyar pornográfia MODEM, Debreczyn, Węgry
  - t.error Instytut Kultury Węgierskiej, Nowy Jork, USA
- 2008:	Kontakt XVI. Photobiennial, Esztergom, Węgry
  - Otwarta przestrzeń Kolekcja Deák, Székesfehérvár, Węgry
  - Zeitgenössische Fotokunst aus Ungarn Neuer Berliner Kunsverein, Berlin, Niemcy
  - Znaki czasu Węgierski Instytut Kultury w Brukseli, Belgia
  - Od ikony do instalacji Pannonhalma Abbey
- 2007:	Light-box Galeria Videospace, Budapeszt, Węgry
  - Światło Volksbank Galeria, Budapeszt, Węgry
  - DUMBO Arts Festival w Nowym Jorku, USA
  - Żywy kolor Muzeum Vasarely, Budapeszt, Węgry
  - Paraíso Imaginário Encontro Internacional de Fotografia, Centro Cultural Parque das Ruínas, Rio de Janeiro, Brazylia
  - Otwarte studio El Basilisco, Buenos Aires, Brazylia
  - Zaginione i znalezione MODEM, Debreczyn, Węgry
  - Ohne HOrt Collegium Hungaricum, Berlin, Niemcy
  - Ohne HOrt Muzeum Thüringer Stadtschloss, Eisenach, Niemcy
- 2006:	Zaginione i znalezione Staatliche Kunsthalle, Baden-Baden, Niemcy
  - Fotogramme Künstlerhaus, Wiedeń, Austria
  - Krajowe towary AIR. Gallery, Nowy Jork, USA
  - Plastik Muzeum Etnograficzne, Budapeszt, Węgry
  - Narratíva Muzeum Króla St. Stephen, Székesfehérvár, Węgry
  - Hazai javak Galeria 2B, Budapeszt, Węgry
- 2005:	Wystawa węgierskiej sztuki współczesnej Muzeum Sztuki Millenium, Pekin, Chiny
  - Waldsee Hebrew Union College College, Nowy Jork, USA
  - Ne(a)t Kogart House, Budapeszt, Węgry
- 2004:	Opera mydlana Kunsthalle, Budapeszt, Węgry
  - Waldsee Galeria 2B, Budapeszt, Węgry
- 2003:	Grawitacja Plac Moszkva, Ludwig Museum w Budapeszcie, Węgry
- 2002:	Kvízió Trafó Galéria, Budapeszt, Węgry
  - Wyświetlacz Loop House Galéria, San Cesario di Lecce, Włochy
  - Ręka. Środek, Ciało, Technika Städtische Galerie, Bremen, Niemcy
  - Rozłożone pudełko Galeria Medium, Bratysława, Słowacja
- 2001:	Ungarische Kunst Heute – Leverkusen, Niemcy
  - Léger différé Centrum d'Art Contemporain, Séte, Francja
  - Krem , Sztuka współczesna MEO Contemporary Art Collection, Budapeszt, Węgry
  - Art Forum Berlin, Messe, Niemcy
  - Documentum 5. Galeria Mai Mano, Budapeszt, Węgry
- 2000:	Wielki Turyn 2000 Międzynarodowe Biennale Twórczości Młodych – Turyn, Włochy
  - Dzień po dniu Ludwig Museum w Budapeszcie, Węgry
  - Do Ciebie Skuc Gallery, Lublana, Słowenia
- 1999:	XXL Trafo, Budapeszt, Węgry
  - Rozłożone pudełko Ernst Muzeum, Budapeszt, Węgry
  - Młode portfolio Kiyosato Muzeum Sztuki Fotograficznej, Kiyosato, Japonia
- 1998:	Przejście Espace Flon, Lozanna, Francja
  - Przestrzenie, Cleveland, USA
  - Rejtőzködő, Ernst Muzeum w Budapeszcie, Węgry
  - Observatorium Centrum Sztuki Współczesnej, Warszawa, Polska
- 1997:	Chimaera Staadtliche Galerie, Moritzburg, Halle, Niemcy[15]
- 1997:	Sic! Kiscelli Muzeum, Budapeszt, Węgry
- 1996:	Knoll Galéria, Budapeszt, Węgry
- 1995:	Węgierskie Dni w Hamburgu Kunsthaus, Hamburg, Niemcy
  - Unversehen Tabakwerke Austria, Linz, Austria
  - Przez szkło Skuc Gallery, Lublana, Słowenia
- 1993:	Polifónia (z Tibor Várnagy) SCCA. Budapeszt, Węgry
- 1992:	Lady in enzian blau Budapeszt / Frauen Museum, Bonn, Niemcy
- 1991:	Nowe przestrzenie fotografii Muzeum Architektury, Wrocław, Polska
- 1990:	2 Internationale Photobiennale Paryż, Francja
  - Photographie de l'Est Musée de l'Elysée, Lozanna, Szwajcaria
  - Schnelle Bilder-Aktuelle Fotokunst im Gesprach Künstlerhaus, Wiedeń, Austria
  - Fotoanarchív Centrum Sztuki Współczesnej, Warszawa, Polska
- 1989:	Junge Ungarische Fotografen Galerie Pumpe, Berlin, Niemcy
  - Más-kép Ernst Muzeum, Budapeszt, Węgry

### Prace w zbiorach publicznych[8]
- Philadelphia Museum of Art., USA
- Kiyosato Muzeum Sztuki Fotograficznej, Japonia
- Staadtliche Galerie, Moritzburg, Halle, Niemcy
- Galeria Narodowa Budapeszt, Węgry
- Muzeum Króla St. Stephen, Székesfehérvár, Węgry
- Photomuseum Kecskemét, Węgry
- Ludwig Museum w Budapeszcie, Węgry
- Fundacja Sztuki Współczesnej, Dunaújváros, Węgry
- kolekcja Antal-Lusztig, Debreczyn, Węgry
- Ernst Muzeum, Budapeszt, Węgry
- Muzeum Sztuki Współczesnej, Miszkolc, Węgry

### Nagrody[8]
- 2008:	XVI. Photobienniale – Esztergom / Grand Prize
- 2000:	NOVACOM nagroda telekomunikacji / 1 Nagroda w kategorii internet
- 1995:	Rady Miasta Budapeszt
- 1991:	Ministerstwa Kultury Węgier (z Tibor Várnagy)